# 김영우 (야구 선수)
김영우(2005년 1월 14일 ~ )은 KBO 리그 LG 트윈스의 투수이다.

## LG 트윈스시절
2025년에 입단하였다. 2025년 3월 29일 NC 다이노스와의 경기에 구원 등판하며 데뷔 첫 경기를 치렀고, 경기에서 1이닝 2탈삼진 1피안타 무실점을 기록했다.

## 출신 학교
- 서울양원초등학교
- 신월중학교
- 서울고등학교